# 2004: Vesmírná Becherovka
2004: Vesmírná Becherovka je česká freeware adventura z roku 2004 a výherce soutěže Becherovka Game 2004 v kategorii Adventury a RPG hry pro PC. Autorem hry je Daniel Scheirich. Hra paroduje slavná sci-fi, hlavně sérii Star Wars.

## Příběh
Hlavní hrdina Viktor jednoho dne přistihne svou dívku Zuzanu s někým jiným a je zdrcen. Později se shodou náhod ocitá v mimozemské vesmírné lodi a dostává se do role hrdiny, který má zachránit vesmír před zlým Drátem Vejdrem.